# Edificio Hotel París (Huelva)
El Hotel París, también conocido como Casa de la Bola, es el nombre dado a un edificio localizado en la ciudad de Huelva, España.

## Historia
Situado en la actual Plaza de las Monjas, en pleno centro de la capital y en la trasera del Palacio del Duque de Medina Sidonia, fue un encargo de Antonio García Ramos al arquitecto Francisco Monís y Morales culminado en 1907. Con la tipología de casa de pisos propia de la época, Monís diseñó un edificio dividido en dos sectores independientes. El número 1 fue diseñado como edificio para viviendas y comercios mientras que el número 2 como hotel propiamente dicho. La fachada contiene elementos tanto clasicistas como modernistas, destacando el ladrillo visto y los azulejos, con un remate en el segundo edificio de cúpula esférica en tres cuartos.
Los avatares del tiempo hicieron que el edificio perdiera su funcionalidad como hotel, que a las últimas plantas del segundo edificio se le agregaran dos nuevas plantas muy desconexionadas y que el primero fuera demolido. En 2009 el Número 1 fue reconstruido en su totalidad, conservando únicamente del original la fachada y agregando dos plantas como las del edificio anexo. Desde 2009 hasta 2012 el  primer edificio sirvió de centro de exposiciones de la Diputación Provincial de Huelva mientras que el segundo se encuentra destinado a locales comerciales.